# NHL Awards 2018
Die NHL Awards 2018 sind die alljährlichen Ehrungen der nordamerikanischen Eishockeyliga NHL. Sie wurden am 20. Juni 2018 im Hard Rock Hotel and Casino in Paradise verliehen.

## Preisträger
Hart Memorial Trophy – Wird an den wertvollsten Spieler (MVP) der Saison durch die Professional Hockey Writers’ Association verliehen.
- Taylor Hall (LW) – New Jersey Devils

Nominiert:
- Anže Kopitar (C) – Los Angeles Kings
- Nathan MacKinnon (C) – Colorado Avalanche

Ted Lindsay Award – Wird an den herausragenden Spieler der Saison durch die Spielergewerkschaft NHLPA verliehen.
- Connor McDavid (C) – Edmonton Oilers

Nominiert:
- Taylor Hall (LW) – New Jersey Devils
- Nathan MacKinnon (C) – Colorado Avalanche

Vezina Trophy – Wird an den herausragenden Torhüter der Saison durch die General Manager der Teams verliehen.
- Pekka Rinne – Nashville Predators

Nominiert:
- Connor Hellebuyck – Winnipeg Jets
- Andrei Wassilewski – Tampa Bay Lightning

James Norris Memorial Trophy – Wird durch die Professional Hockey Writers’ Association an den Verteidiger verliehen, der in der Saison auf dieser Position die größten Allround-Fähigkeiten zeigte.
- Victor Hedman – Tampa Bay Lightning

Nominiert:
- Drew Doughty – Los Angeles Kings
- P. K. Subban – Nashville Predators

Frank J. Selke Trophy – Wird an den Angreifer mit den besten Defensivqualitäten durch die Professional Hockey Writers’ Association verliehen.
- Anže Kopitar (C) – Los Angeles Kings

Nominiert:
- Patrice Bergeron (C) – Boston Bruins
- Sean Couturier (C) – Philadelphia Flyers

Calder Memorial Trophy – Wird durch die Professional Hockey Writers’ Association an den besten Neuprofi (Rookie) verliehen.
- Mathew Barzal (C) – New York Islanders

Nominiert:
- Brock Boeser (RW) – Vancouver Canucks
- Clayton Keller (C) – Arizona Coyotes

Lady Byng Memorial Trophy – Wird durch die Professional Hockey Writers’ Association an den Spieler verliehen, der durch einen hohen sportlichen Standard und faires Verhalten herausragte.
- William Karlsson (C) – Vegas Golden Knights

Nominiert:
- Aleksander Barkov (C) – Florida Panthers
- Ryan O’Reilly (C) – Buffalo Sabres

Jack Adams Award – Wird durch die NHL Broadcasters’ Association an den Trainer verliehen, der am meisten zum Erfolg seines Teams beitrug.
- Gerard Gallant – Vegas Golden Knights

Nominiert:
- Jared Bednar – Colorado Avalanche
- Bruce Cassidy – Boston Bruins

Bill Masterton Memorial Trophy – Wird durch die Professional Hockey Writers’ Association an den Spieler verliehen, der Ausdauer, Hingabe und Fairness in und um den Eishockeysport zeigte.
- Brian Boyle – New Jersey Devils

Nominiert:
- Roberto Luongo – Florida Panthers
- Jordan Staal – Carolina Hurricanes

NHL General Manager of the Year Award – Wird an den General Manager eines Franchise vergeben, der sich im Verlauf der Saison als der Fähigste erwiesen hat.
- George McPhee – Vegas Golden Knights

Nominiert:
- Kevin Cheveldayoff – Winnipeg Jets
- Steve Yzerman – Tampa Bay Lightning

Art Ross Trophy – Wird an den besten Scorer der Saison verliehen.
- Connor McDavid (C) – Edmonton Oilers: 108 Punkte (41 Tore, 67 Vorlagen)

Maurice 'Rocket' Richard Trophy – Wird an den besten Torschützen der Liga vergeben.
- Alexander Owetschkin (LW) – Washington Capitals: 49 Tore

William M. Jennings Trophy – Wird an den/die Torhüter mit mindestens 25 Einsätzen verliehen, dessen/deren Team die wenigsten Gegentore in der Saison zugelassen hat.
- Jonathan Quick – Los Angeles Kings 203 Gegentore in 64 Spielen (Gegentorschnitt: 2,40)

NHL Plus/Minus Award – Wird (nicht mehr offiziell) an den Spieler verliehen, der während der Saison die beste Plus/Minus-Statistik hat.
- William Karlsson (C) – Vegas Golden Knights: +49

Conn Smythe Trophy – Wird an den wertvollsten Spieler (MVP) der Playoffs verliehen.
- Alexander Owetschkin (LW) – Washington Capitals

Mark Messier Leadership Award – Wird an den Spieler verliehen, der sich während der Saison durch besondere Führungsqualitäten ausgezeichnet hat.
- Deryk Engelland (D) – Vegas Golden Knights

Nominiert:
- Wayne Simmonds (RW) – Philadelphia Flyers
- Blake Wheeler (RW) – Winnipeg Jets

King Clancy Memorial Trophy – Wird an den Spieler vergeben, der durch Führungsqualitäten, sowohl auf als auch abseits des Eises und durch soziales Engagement herausragte.
- Daniel & Henrik Sedin – Vancouver Canucks

Nominiert:
- P. K. Subban – Nashville Predators
- Jason Zucker – Minnesota Wild

## Trophäen

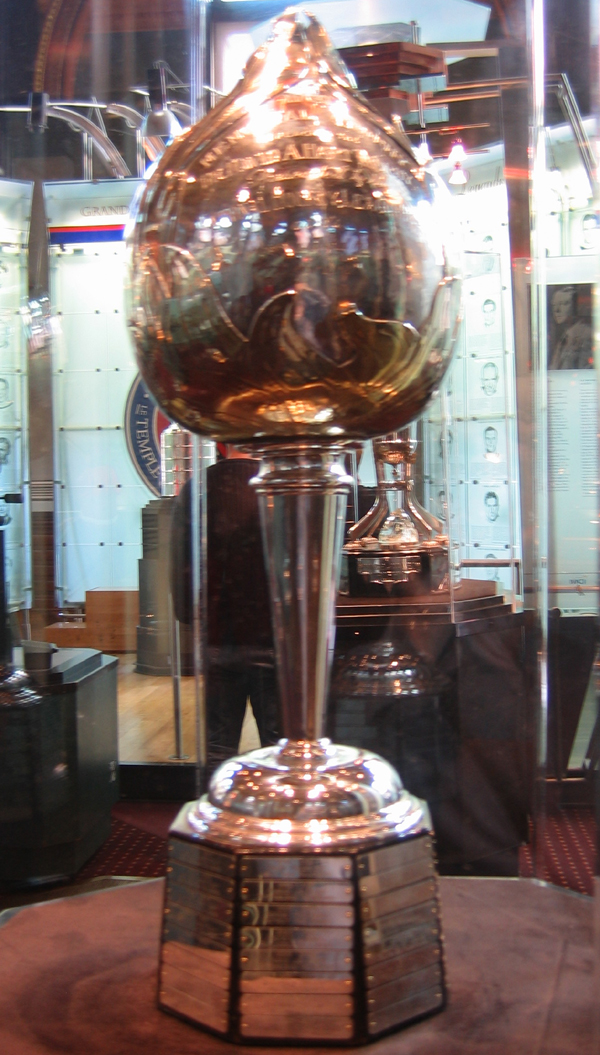
Hart Memorial Trophy
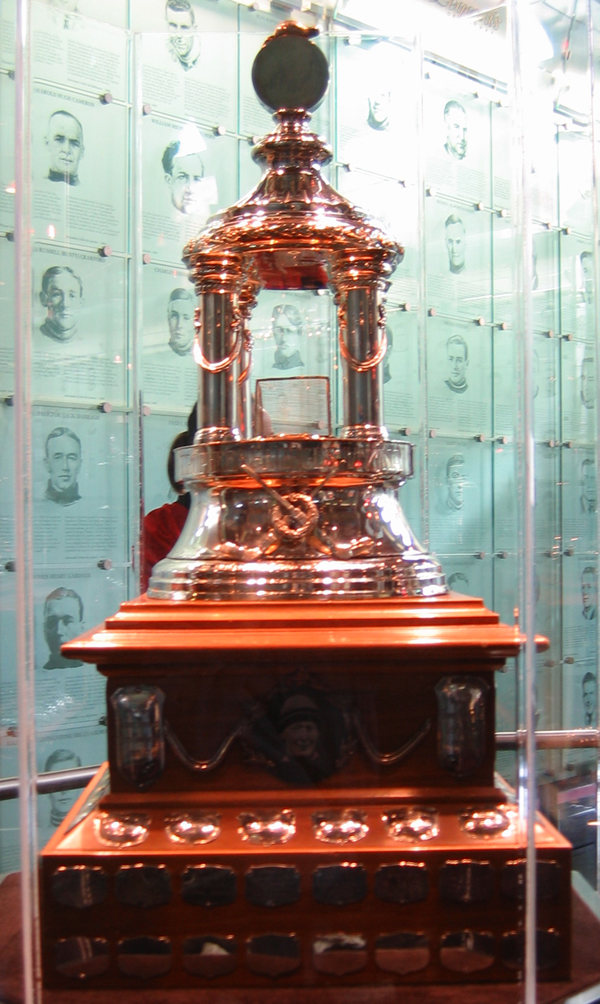
Vezina Trophy
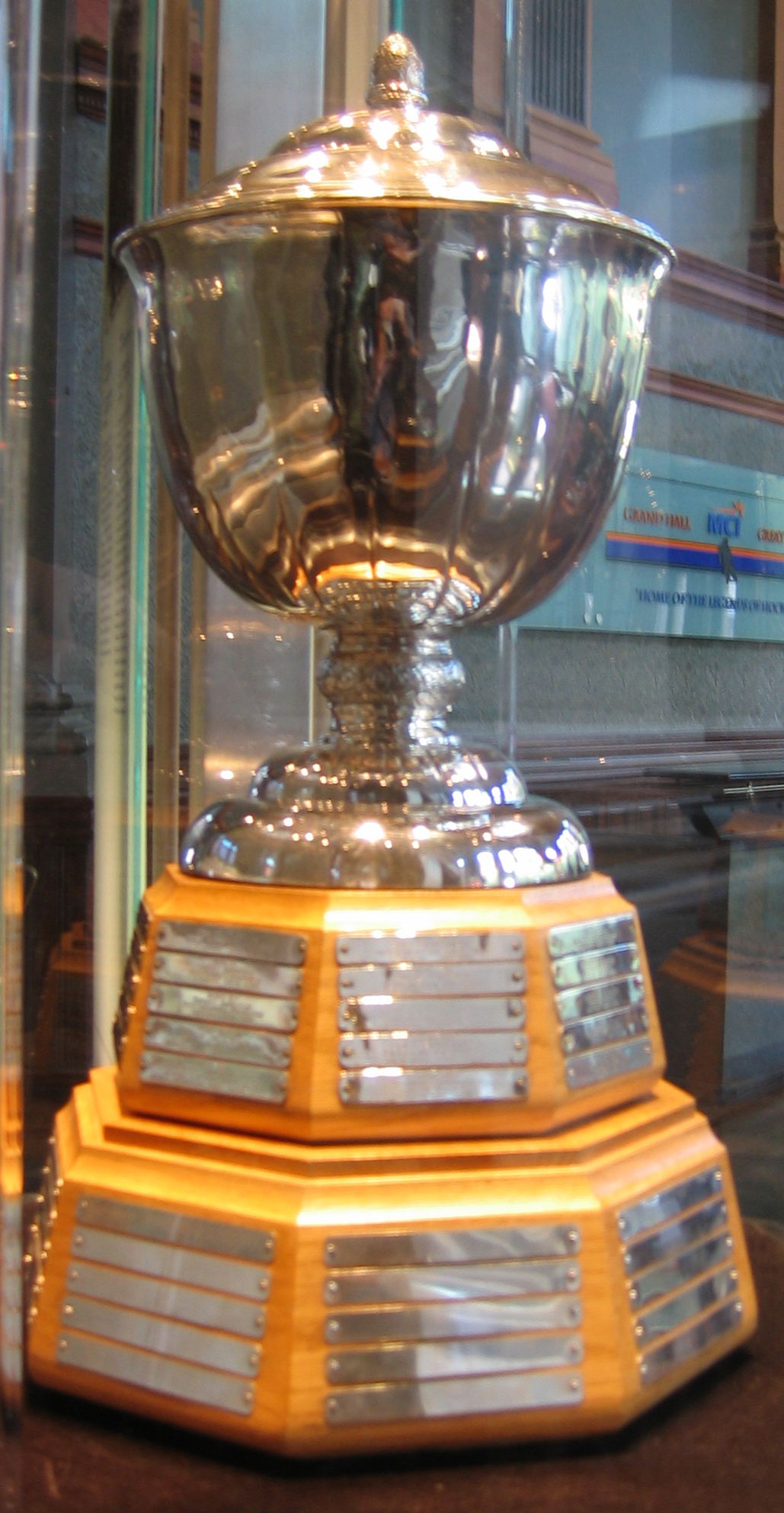
James Norris Memorial Trophy
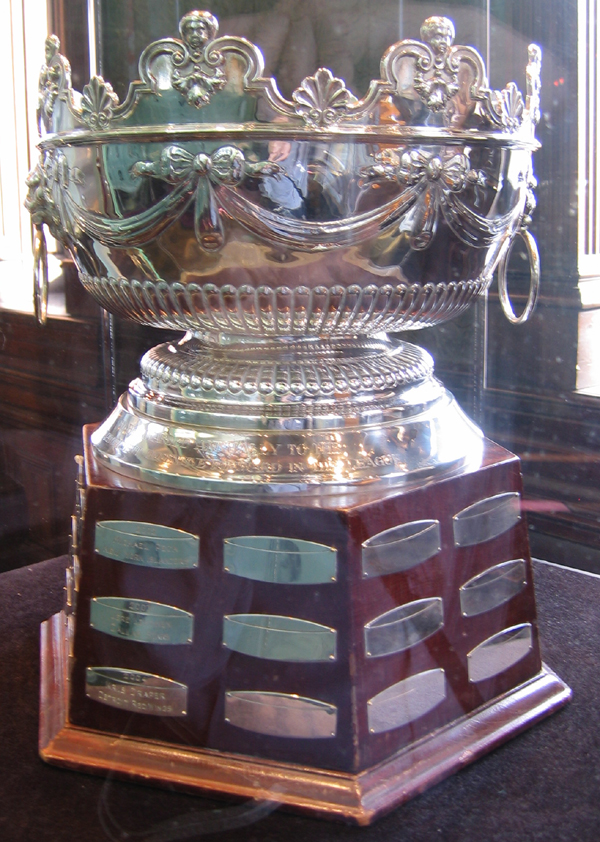
Frank J. Selke Trophy
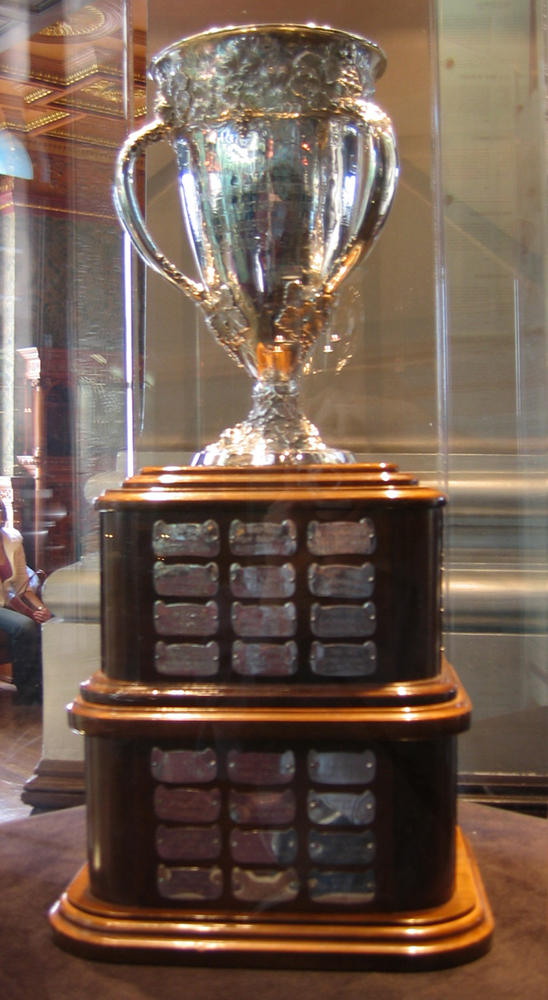
Calder Memorial Trophy
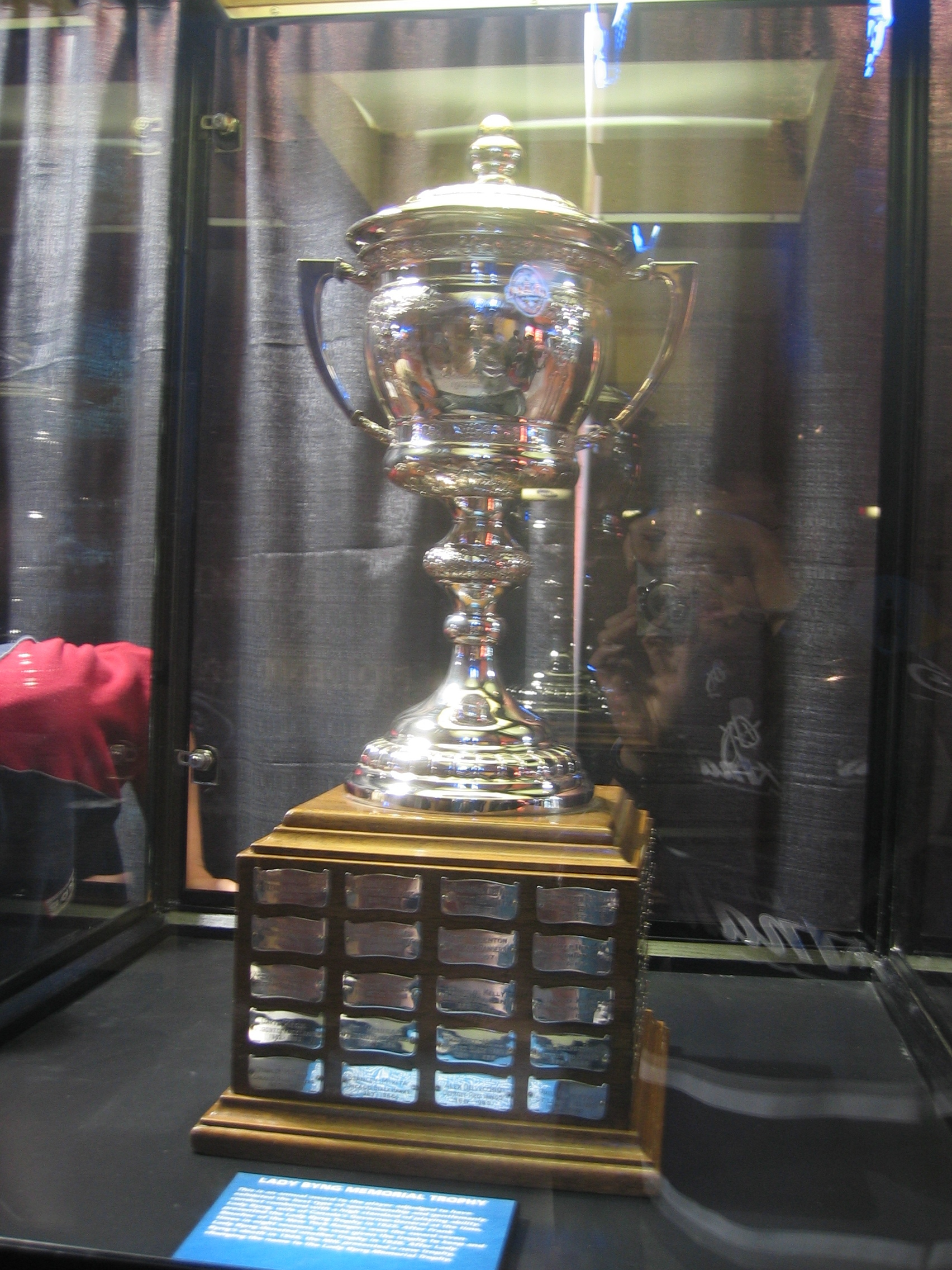
Lady Byng Memorial Trophy
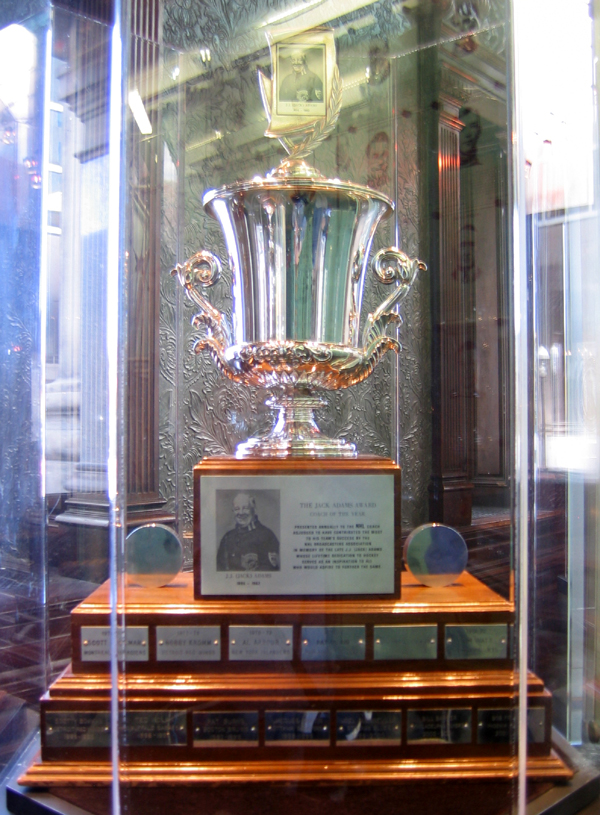
Jack Adams Award
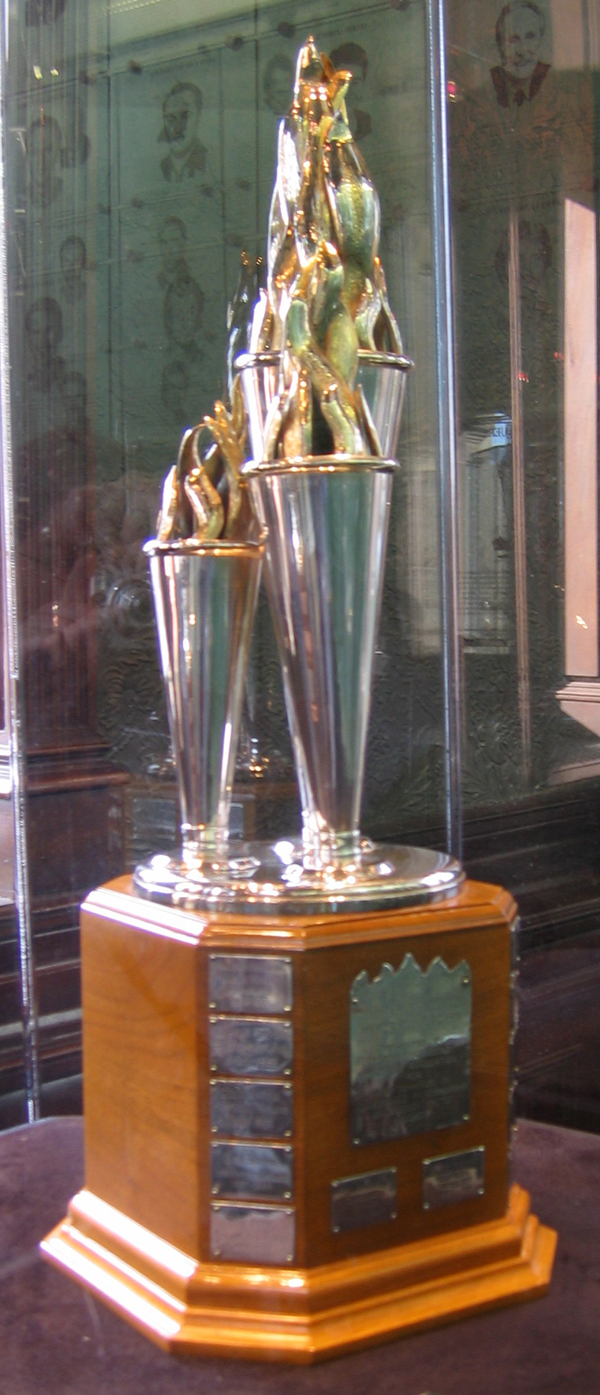
Bill Masterton Memorial Trophy
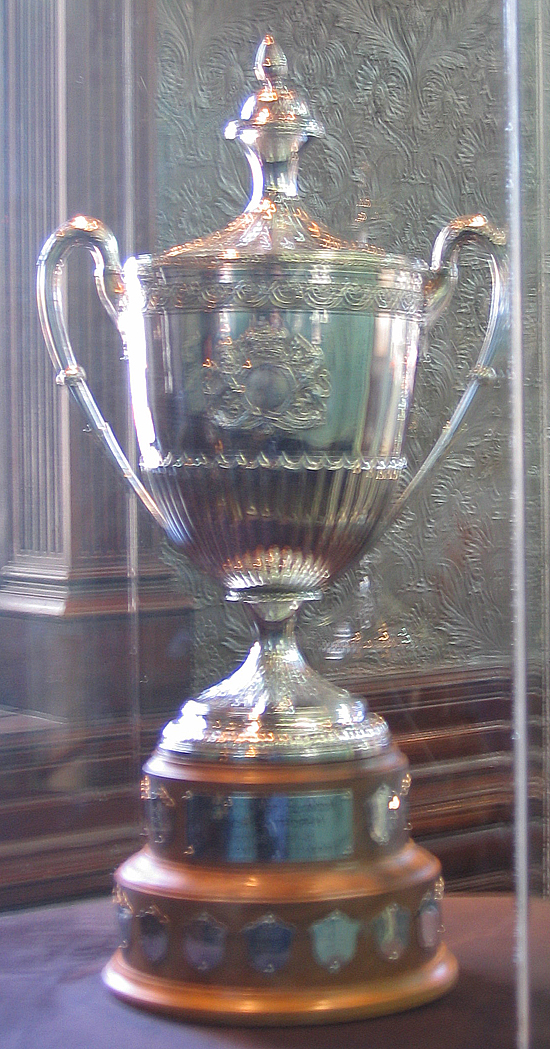
King Clancy Memorial Trophy
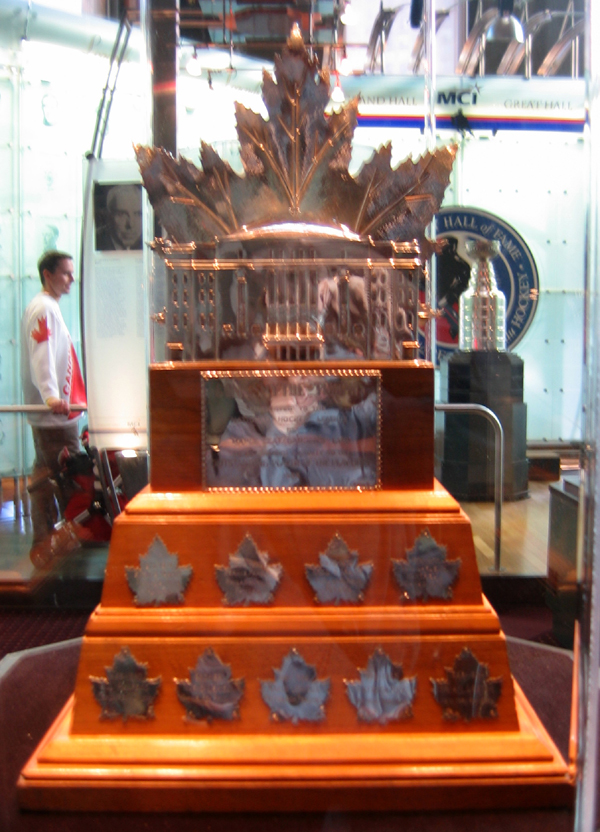
Conn Smythe Trophy
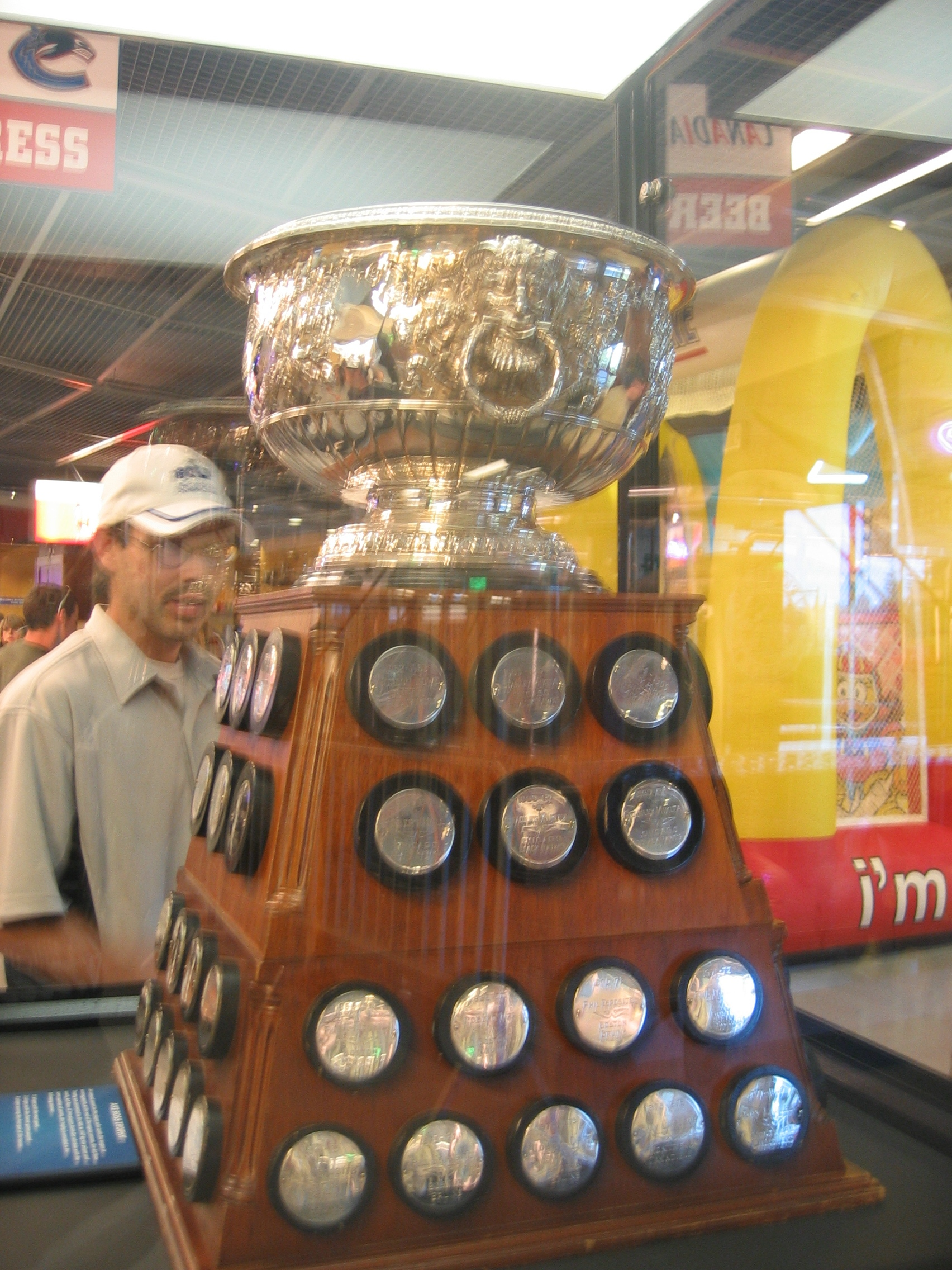
Art Ross Trophy
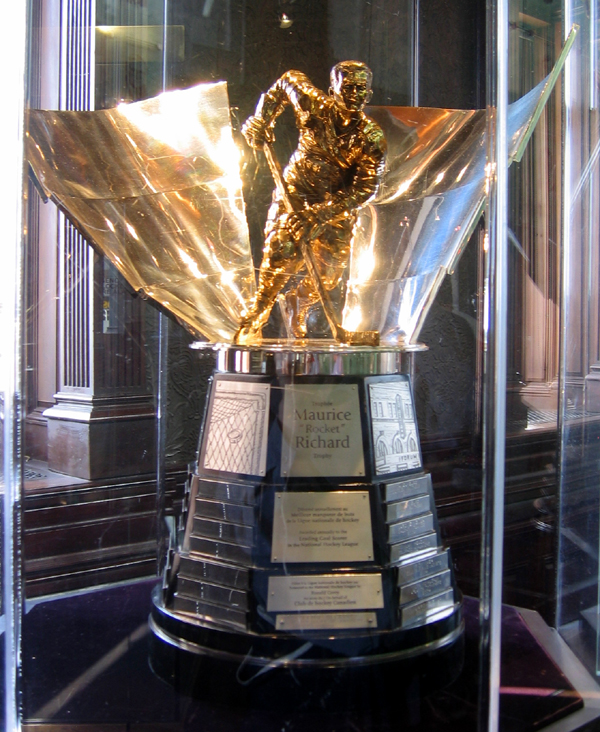
Maurice 'Rocket' Richard Trophy
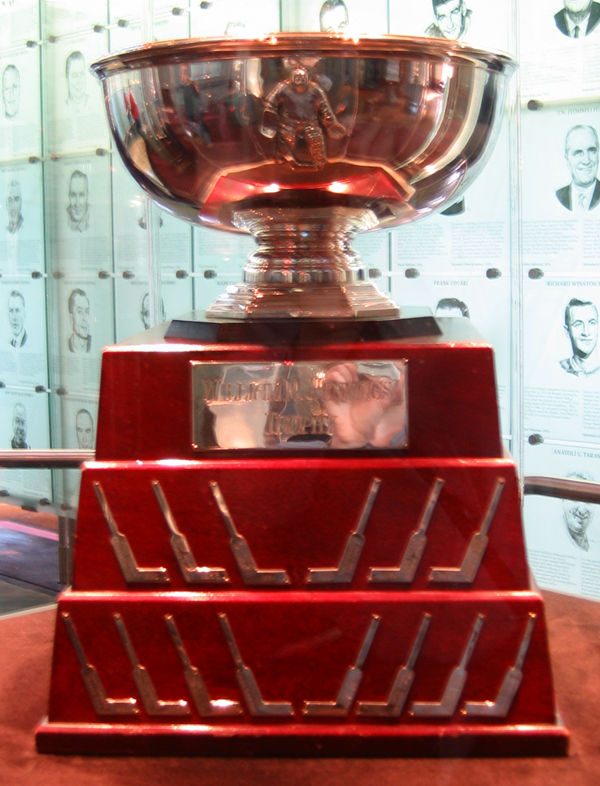
William M. Jennings Trophy